# Fanny de Sivers
Fanny de Sivers (en allemand, von Sivers) (née le 26 octobre 1920 à Pärnu en Estonie, décédée le 22 juin 2011 à Eaubonne en France) est une linguiste et essayiste estonienne.

## Biographie
Fanny Isak étudie les langues romanes (latin, français et espagnol) et l'histoire de l'art à l'université de Tartu de 1938 à 1941, puis déménage en Allemagne et épouse Hans Georg von Sivers. Elle étudie dans les universités de Breslau, de Wurtzbourg et d'Innsbruck et obtient des diplômes universitaires à Paris et à Lund.
Vers 1949, Fanny de Sivers vient vivre en France où elle travaille comme interprète et secrétaire pour l'État français. De 1964 à 1986, elle travaille comme linguiste au Centre national de la recherche scientifique. Elle a été invitée à donner des cours à l'université de Tartu de 1993 à 1994.
Elle a publié de nombreux articles sur l'étude des langues et de la littérature. Elle a traduit des ouvrages d'auteurs estoniens en France et vice versa. Nombre de ses articles et essais ont été publiés en Estonie sous le régime soviétique.
En 1998, on lui décerne l'ordre de l'Étoile blanche d'Estonie de 4e classe.

### Individuel
- Les emprunts suédois en estonien littéraire, Budapest : Akadémiai Kiadó ; Paris : Klincksieck, 1974
- La Prière tissée dans la matière, F. de Sivers, 1976
- Structuration de l'espace dans les langues de la Baltique orientale, Lacito, SELAF, 1978
- La main et les doigts dans l'expression linguistique, Lacito, SELAF, 1979
- Questions d'identité, Lacito, SELAF, 1989
- Être bilingue en Fenno-Scandie: un modèle pour l'Europe ?, Peeters-SELAF, 1994
- Parlons estonien, une langue de la Baltique, Éditions L'Harmattan, 2000
- Parlons live, une langue de la Baltique, Éditions L'Harmattan, 2001

### Collectif
- La main, Éditions L'Harmattan, 1993numéro 4 des Cahiers de la société des études euro-asiatiques, Fanny rédige la préface
- Ethnologie et littérature, Éditions L'Harmattan, collection Eurasie, n° 14-15, 2006

## Distinctions
- Ordre de l'Étoile blanche d'Estonie de 4e classe

## Source
- (en) Cet article est partiellement ou en totalité issu de l’article de Wikipédia en anglais intitulé « Fanny de Sivers » (voir la liste des auteurs).